# サミュエル・I・ハヤカワ
サミュエル・イチエ・ハヤカワ（Samuel Ichiye Hayakawa、日本名：早川 一衛〈はやかわ いちえ〉、1906年7月18日 - 1992年2月27日）はアメリカ合衆国の言語学者、政治家。サンフランシスコ州立大学で教授および学長を務めた後、1977年から1983年まで上院議員（カリフォルニア州選出、共和党）を務めた。

## 来歴
カナダ・バンクーバーに日系1世カナダ人を両親として生まれる。マニトバとウィニペグで教育を受け、マニトバ大学を卒業した。さらにマギル大学とウィスコンシン大学マディソン校の大学院で英語学を修めた。

### 研究者として
その後1939年までウィスコンシン大学、1947年までイリノイ工科大学、1955年までシカゴ大学で教鞭をとった。心理学的側面から言語行動の研究を行った。1949年に主著 Language in Thought and Action （『思考と行動における言語』）を著し、これは従来の意味論よりもむしろアルフレッド・コージブスキーによる倫理的応用分野「一般意味論」を有名にした。
1968年までサンフランシスコ州立大学教授、また1973年まで同大学学長を務めた。学長時代には学生運動に強硬姿勢で臨み、保守派から注目された。

### 政治家として
もともとは民主党員であったが、共和党に鞍替えし、1976年の連邦上院議員選挙に出馬して当選。日系人として初めて、本土選出の連邦上院議員となり、1983年まで1期務め引退した。当時は代表的な保守派政治家と見られ、英語をアメリカ合衆国の公用語にする運動を推進した。また、第二次大戦中の日系人の強制収容に対して謝罪と補償を求める運動を恥であると批判したが、逆に「個人的に強制収容に遭わなかったからそんなことを言えるのだ」と批判された。
1992年、サンフランシスコ近郊のグリーンブレで死去。

## 主要著書
- Hayakawa, S. I. (1949), Language in Thought and Action, New York: Harcourt, Brace & Company.
  - S・I・ハヤカワ『思考と行動における言語―原書第四版』大久保忠利訳、岩波書店、1985年。ISBN 978-4-00-000977-5。
- Hayakawa, S. I. (1963), Symbol, Status, and Personality, New York: Harcourt, Brace & World.
  - S・I・ハヤカワ『言語と思考―シンボル・人間・社会』四宮満訳、南雲堂、1972年。ISBN 978-4-52326042-4。
- Hayakawa, S. I. (1979), Through the Communication Barrier: On Speaking, Listening, and Understanding, edited by Arthur Chandler, New York: Harper & Row, ISBN 978-0-06011791-7
  - S・I・ハヤカワ『ことばと人間―よりよいコミュニケーションのために』池上嘉彦＆池上恵子訳、紀伊國屋書店、1980年。ISBN 978-4-31400288-2。